# Ernesto Pérez-Balladares
Pour les articles homonymes, voir Ernesto Pérez et Pérez.
Ernesto Pérez-Balladares, né le 29 juin 1946 à Panama, est un homme d'État panaméen. Il fut président de la république du Panama du 1er septembre 1994 au 1er septembre 1999.
En octobre 2021, son nom est cité dans les Pandora Papers.